# نخستین جشنواره بین‌المللی فیلم برلین
نخستین دوره جشنواره بین‌المللی فیلم برلین از تاریخ ۶–۱۷ ژوئن ۱۹۵۱ برگزار شد. جشنواره با فیلم ربه‌کا، آلفرد هیچکاک افتتاح شد. در نخستین دوره جشنواره ۲۴ فیلم با هم به رقابت پرداختند کهه در نهایت جایزه خرس طلایی به طور مشترک به پنج فیلم اهدا شد.

## برندگان
- - چهار نفر در یک جیپ برای لئوپولد لینتبرگ - خرس طلایی برای بهترین درام
  - بدون گذاشتن نشانی برای ژان-پل لو شانوا - خرس طلایی برای بهترین کمدی
  - در دره سگ آبی برای جیمز آلگار - خرس طلایی بهترین فیلم مستند
  - عدالت اجرا شد برای آندره کایات - خرس طلایی برای بهترین فیلم ماجراجویی
  - سیندرلا (فیلم ۱۹۵۰) برای ویلفرد جکسون - خرس طلایی برای بهترین فیلم موسیقی